# Eberhard Kittler
Eberhard Kittler (* 1955 in Görlitz) ist ein deutscher Motorjournalist und Automobilhistoriker. Von 2014 bis 2020 leitete er die Stiftung AutoMuseum Volkswagen.

## Leben
Kittler legte 1977 an der Hochschule für Verkehrswesen in Dresden sein Staatsexamen als Diplom-Ingenieur ab. In den Jahren 1984/1985 absolvierte er ein Zusatzstudium Verlagswesen an der Karl-Marx-Universität Leipzig.
Von 1977 bis 1981 arbeitete er als Bauingenieur Verkehrsbau. 1982 wechselte er als Fachlektor Verkehr/Verkehrsgeschichte/Automobilhistorie zum transpress Verlag für Verkehrswesen Berlin. Daneben veröffentlichte er Beiträge zur Verkehrsgeschichte in Tages- und Wochenzeitungen.
1988 übersiedelte Kittler in die Bundesrepublik und ging nach Frankfurt am Main, wo er bis Sommer des Jahres in der Lokalredaktion der Abendpost/Nachtausgabe tätig war. Seine weiteren beruflichen Stationen ab August 1988 umfassten Tätigkeiten bei den Zeitschriften Oldtimer-Markt (Assistent des Chefredakteurs, Redakteur, stellvertretender Chefredakteur) sowie Cabrio und Sportcoupé (Chefredakteur) in Mainz.
Ab Januar 1996 gehörte Kittler zum Team der Motor Presse Stuttgart. Zunächst für mot – Die Autozeitschrift (Ressortleiter Technik, stellvertretender Chefredakteur) sowie Motor Klassik und Youngtimer, ab 2006 für auto, motor und sport (Autor).
Von Anfang 2009 bis Ende 2012 leitete Kittler den von ihm aufgebauten Bereich Volkswagen Classic bei der Volkswagen Konzernkommunikation in Wolfsburg. Anschließend wurde er zum Konzernbeauftragten Volkswagen Classic berufen.  Diese Tätigkeit übte er bis Ende 2017 aus. Von Anfang 2014 bis Dezember 2020 leitete Eberhard Kittler die Stiftung AutoMuseum Volkswagen.
Kittler ist Redakteur der Zeitschrift 79 Oktan – das Magazin für Ost-Oldtimer (ISSN 2511-5952), die vierteljährlich seit 2016 im Verlag  PC-Concept, Osterburg, und jetzt in der 79Oktan OHG, Zettlitz, erscheint.
Kittler ist verheiratet und hat zwei erwachsene Kinder. Er trat mit zahlreichen Veröffentlichungen hervor und machte sich mit einer Reihe von Automobilbüchern einen Namen. So führte er die von Werner Oswald begründete Reihe Deutsche Autos fort.

## Veröffentlichungen (Auswahl)
- zusammen mit Michael Dünnebier: Personenkraftwagen sozialistischer Länder. Transpress, Berlin 1990, ISBN 3-344-00382-8.
- BMW Roadster & Cabriolets. Die Autos und ihre Geschichte 1936–1996. Motorbuch Verlag, Stuttgart 1996, ISBN 3-613-01767-9.
- Das große Fiat-Spider-Buch. Heel, Königswinter 1996, ISBN 3-89365-501-8.
- zusammen mit Tobias Aichele, Johannes Hübner, Ekkehard Zentgraf: Mythos Porsche. Motorbuch Verlag, Stuttgart 1996, ISBN 3-613-01771-7.
- zusammen mit Werner Oswald, Michael Dünnebier: Kraftfahrzeuge der DDR. Motorbuch Verlag, Stuttgart 1998, ISBN 3-613-01913-2.
- zusammen mit Tobias Aichele, Ursula von Hanstein: Huschke von Hanstein – Der Rennbaron. Könemann, Köln 1999, ISBN 3-8290-2900-4.
- zusammen mit Werner Oswald: Alle BMW Automobile seit 1928. Motorbuch Verlag, Stuttgart 2000, ISBN 3-613-02053-X.
- Typenkompass DDR. Personenwagen 1945–1990. Motorbuch Verlag, Stuttgart 2000, ISBN 3-613-02049-1.
- zusammen mit René Staud: Faszination und Mythos. Sportwagen von Mercedes-Benz. Motorbuch Verlag, Stuttgart 2001, ISBN 3-613-02160-9.
- Deutsche Autos seit 1990. Band 5: Audi, BMW, Smart, VW und Kleinserien. Motorbuch Verlag, Stuttgart 2001, ISBN 3-613-02052-1.
- Deutsche Autos seit 1990. Band 6: Mercedes, Ford, Opel und Porsche. Motorbuch Verlag, Stuttgart 2001, ISBN 3-613-02052-1.
- Typenkompass Mercedes-Benz. Band 2: Personenwagen seit 1976. Motorbuch Verlag, Stuttgart 2002, ISBN 3-613-02209-5.
- DDR-Automobil-Klassiker. Band 1. Motorbuch Verlag, Stuttgart 2002, ISBN 3-613-02256-7.
- DDR-Automobil-Klassiker. Band 2. Motorbuch Verlag, Stuttgart 2003, ISBN 3-613-02344-X.
- Deutsche Autos im Bild. Band 2: Die Marke mit dem Stern. Motorbuch Verlag, Stuttgart 2003, ISBN 978-3-613-02349-9.
- zusammen mit Thomas Rönnberg: Deutsche Autos seit 1945. Band 7: Offroader und SUV. Motorbuch Verlag, Stuttgart 2005, ISBN 978-3-613-02490-8.
- zusammen mit Hans-Joachim Schäfer: Autotechnik heute. Motorbuch Verlag, Stuttgart 2005, ISBN 978-3-613-02537-0.
- Kaufberatung Cabrios. Die 68 wichtigsten Typen. Motorbuch Verlag, Stuttgart 2006, ISBN 978-3-613-02613-1.
- zusammen mit Michael Dünnebier: Deutsche Autos. Alle Personenwagen und Nutzfahrzeuge der DDR. Motorbuch Verlag, Stuttgart 2006, ISBN 978-3-613-02652-0.
- Fiat 124 Coupé & Spider 1966–1985. (= Schrader-Typen-Chronik). Motorbuch Verlag, Stuttgart 2007, ISBN 978-3-613-02799-2.
- Typenkompass Mercedes-Benz. Personenwagen seit 1886. Motorbuch Verlag, Stuttgart 2008, ISBN 978-3-613-02931-6.
- BMW. Alle Personenwagen seit 1928. Motorbuch Verlag, Stuttgart 2008, ISBN 978-3-613-02642-1.
- DDR Oldtimer. Straßenbekanntschaften mit Rennpappe und Co. Motorbuch Verlag, Stuttgart 2014, ISBN 978-3-613-03640-6.
- Schatzkammer. Die wichtigsten Exponate der Sammlung des AutoMuseum Volkswagen. Delius Klasing, Bielefeld 2015, ISBN 978-3-667-10260-7.
- zusammen mit Michael Dünnebier: Deutsche Autos. Alle Personenwagen und Nutzfahrzeuge in der DDR. Motorbuch Verlag, Stuttgart 2017, ISBN 978-3-613-04000-7.
- BMW – Der Traum von Fahren. 503/507/3200 CS/Z8. Motorbuch Verlag, Stuttgart 2019, ISBN 978-3-613-04138-7.
- zusammen mit Werner Oswald: Deutsche Autos 1975–1995. Motorbuch Verlag, Stuttgart 2019, ISBN 978-3-613-04162-2.
- zusammen mit Michael Willmann: Die Erben des VW Käfer. Der lange Weg zu Golf, Passat & Co. Motorbuch Verlag, Stuttgart 2019, ISBN 978-3-613-04246-9.
- zusammen mit Michael Willmann: High-Tech Motoren von Volkswagen. G-Lader, Direkteinspritzer, VR- und W-Motoren. Motorbuch Verlag, Stuttgart 2021, ISBN 978-3-613-04428-9.
- zusammen mit Joachim Kuch: Die großen Volkswagen. Typ 3 – Typ 4 – Karmann-Ghia. Motorbuch Verlag, Stuttgart 2022, ISBN 978-3-613-04440-1.
- Mercedes-Benz. Alle Autos mit dem Stern Motorbuch Verlag, Stuttgart 2023, ISBN 978-3-613-04539-2.
- Traumauto Volkswagen. Wie Käfer, Golf und Bulli in die DDR kamen. Motorbuch Verlag, Stuttgart 2024, ISBN 978-3-613-04539-2.
- 100 Fakten VW Golf. Heel Verlag, Königswinter 2024, ISBN 978-3-966-64974-2.
- zusammen mit Joachim Kuch: Deutsche Cabriolets 1945-2022. Motorbuch Verlag, Stuttgart 2024, ISBN 978-3-613-04441-8.
- zusammen mit Michael Willmann: High-Tech Diesel von Volkswagen. Von der Wirbelkammer zum Pumpe-Düse-TDI. Motorbuch Verlag Stuttgart 2025, ISBN 978-3-613-04678-8.
- Die legendäre Isetta. Motorbuch Verlag Stuttgart. In Kooperation mit Revell.